# 研成義塾

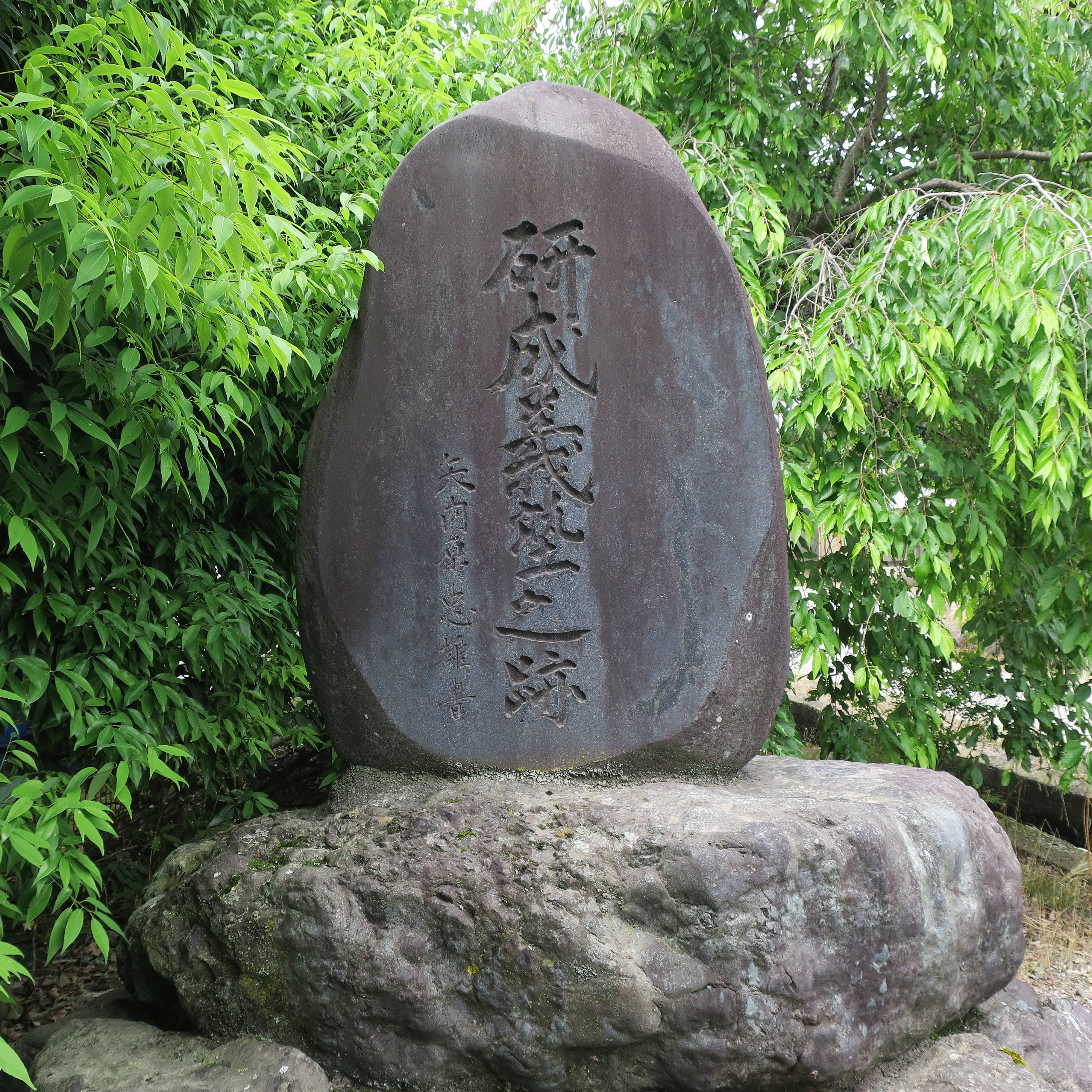
研成義塾跡

研成義塾（けんせいぎじゅく）は、かつて長野県南安曇郡穂高町（現在の安曇野市）にあった私塾（後に旧制中学校）である。無教会主義キリスト教徒で教育者の井口喜源治により、キリスト教精神に基づく人格教育が行われた。

## 歴史

井口喜源治の胸像（井口喜源治記念館）

明治24年（1891年）に発足した東穂高禁酒会の夜学会に端を発し、会員の学習の場を求める要望に答える形で、同31年（1898年）に東穂高村（穂高町の前身）矢原に開校した。理事は禁酒会指導者で穂高の素封家である相馬安兵衛、臼井喜代が勤め、教科は穂高高等小学校を退職した井口喜源治がほぼ全てを担当し、裁縫科目のみ女性教師に委託する形式が採用された。同34年（1901年）には私立学校の認可を受け、禁酒会会員らの寄付で、同村三枚橋に校舎を新築した。塾の運営費は月謝や寄付金の他、井口の私財処分により賄われ、経営は困難を窮めたが、公費による補助金助成や、教育方針に反する寄付金は一切謝絶した。研成義塾には内村鑑三、山室軍平、畔上賢造、手塚縫蔵ら多くの基督者が講演に訪れた。内村は、1901年9月22日から3日間講演し、『萬朝報』に掲載した「入信日記」の中で次のように述べている。
明治40年代以降、井口の教えに従ってアメリカやカナダに渡った塾生は70名を越えた。殊にシアトルに移住した塾生たち25名は清沢洌を中心に「シアトル穂高倶楽部」を結成し、井口からの手紙を回読し、大正2年（1913年）に『新故郷』という機関紙を発刊して、アメリカの国情や塾生の動向を郷里に伝えた。一方、地元の同窓生によって同人誌「故山新報」が発行され、海外へ渡航した塾生にも郷里の出来事を知らせている。同11年（1922年）「長野県在外者取調」によれば、穂高周辺から渡米した者が突出しているが、英語と旧制中学卒業程度の学力が渡米条件であったため、移民希望者も研成義塾に入学するようになった。
しかし昭和7年（1931年）には、井口の健康状態悪化によって突如、休校状態に陥り、同13年（1938年）に閉校となった。閉校までに巣立った塾生は約800名を数えた。跡地には矢内原忠雄の揮毫により「研成義塾跡」の碑が建立された。また「研成義塾跡」と「研成義塾創設の地跡」、「井口喜源治関係文書」は平成20年（2008年）に安曇野市指定有形文化財となった。

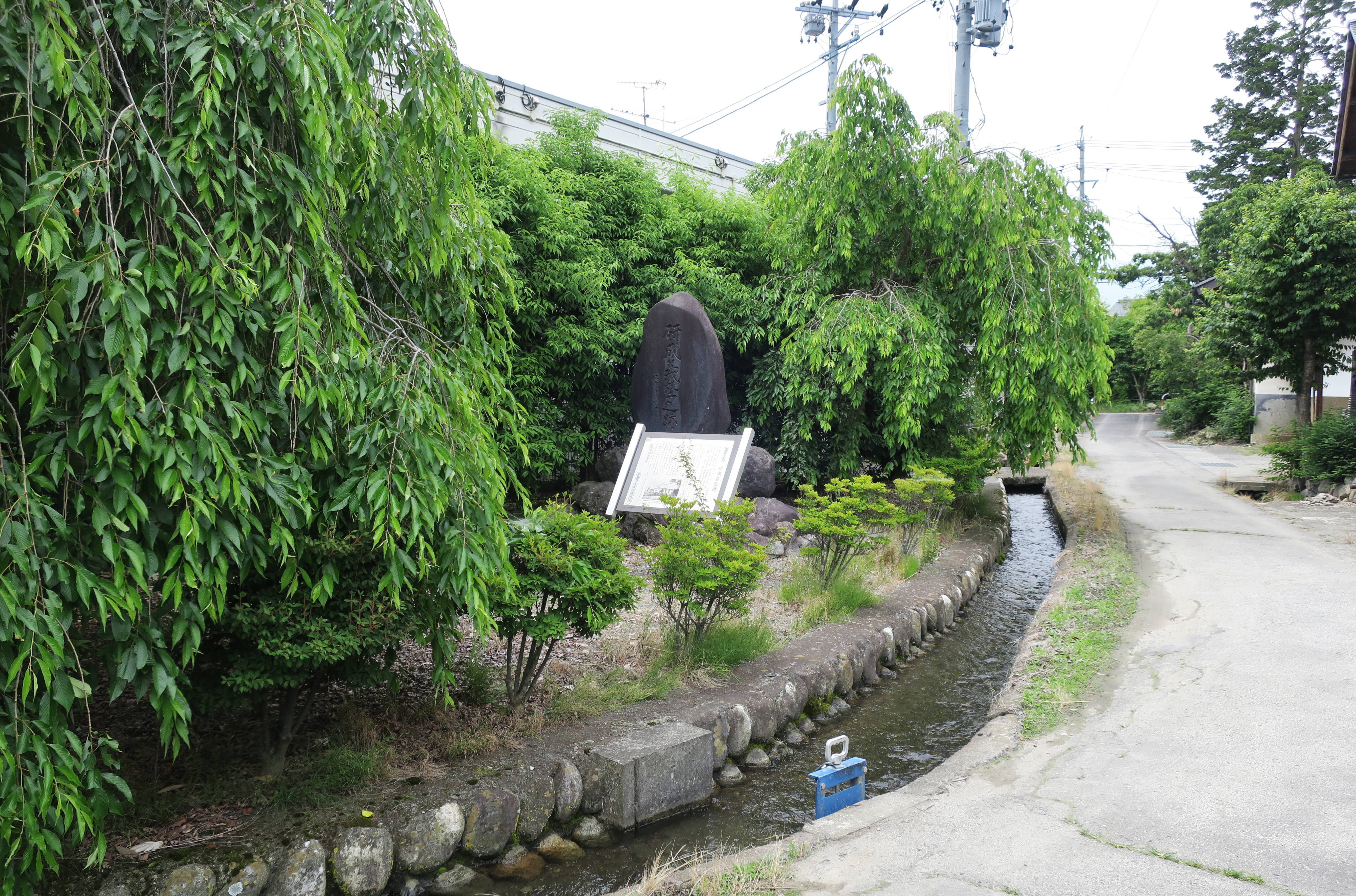
研成義塾跡 穂高1800-4

## 沿革
- 1898年（明治31年） - 東穂高村矢原の集会所を借用して開塾。
- 1901年（明治34年） - 長野県から私立学校の認可を受け、東穂高村三枚橋に校舎を新築。
- 1922年（大正11年） - 旧制中学校の教育課程を実施。
- 1931年（昭和7年） - 休校。
- 1938年（昭和13年） - 長野県が廃止認可。

## 設立趣意書
「文明風村塾の真の教育を施さんがため」と目的を謳い、以下の6か条が定められている
- 吾塾は家庭的ならんことを期す
- 吾塾は感化を永遠に期す
- 吾塾は天賦の特性を発達せしめんことを期す
- 吾塾は宗派の如何に干渉せず
- 吾塾は新旧思想の調和を期す
- 吾塾は社会との連絡に注意す

## 教育内容
校名は明治初期に穂高地方15村が共同で設立した「研成学校」に由来し、井口が退職した穂高高等小学校の前身である。当初の敷地は約180坪、教室は15坪で、のちに10坪の裁縫室が併設された。学校課程は小学校尋常科卒業者を対象に、旧制中学校前期課程を履修する本科ないし高等科と、補習科、研究科が随時設置された。明治40年度の教育科目は修身、国語、漢文、英語、作文、理科、歴史、地理、習字、図画、数学、体操、唱歌、裁縫となっており、キリスト教教育としては朝礼と食前時の祈祷、賛美歌、聖書学習があった。大正11年（1922年）以後は旧制中学校の教育課程となる 。

## 主な出身者
- 清沢洌
- 東條たかし
- 山本安曇
- 平林俊吾（ゴードン・ヒラバヤシの父）